# Orkaan in Europa

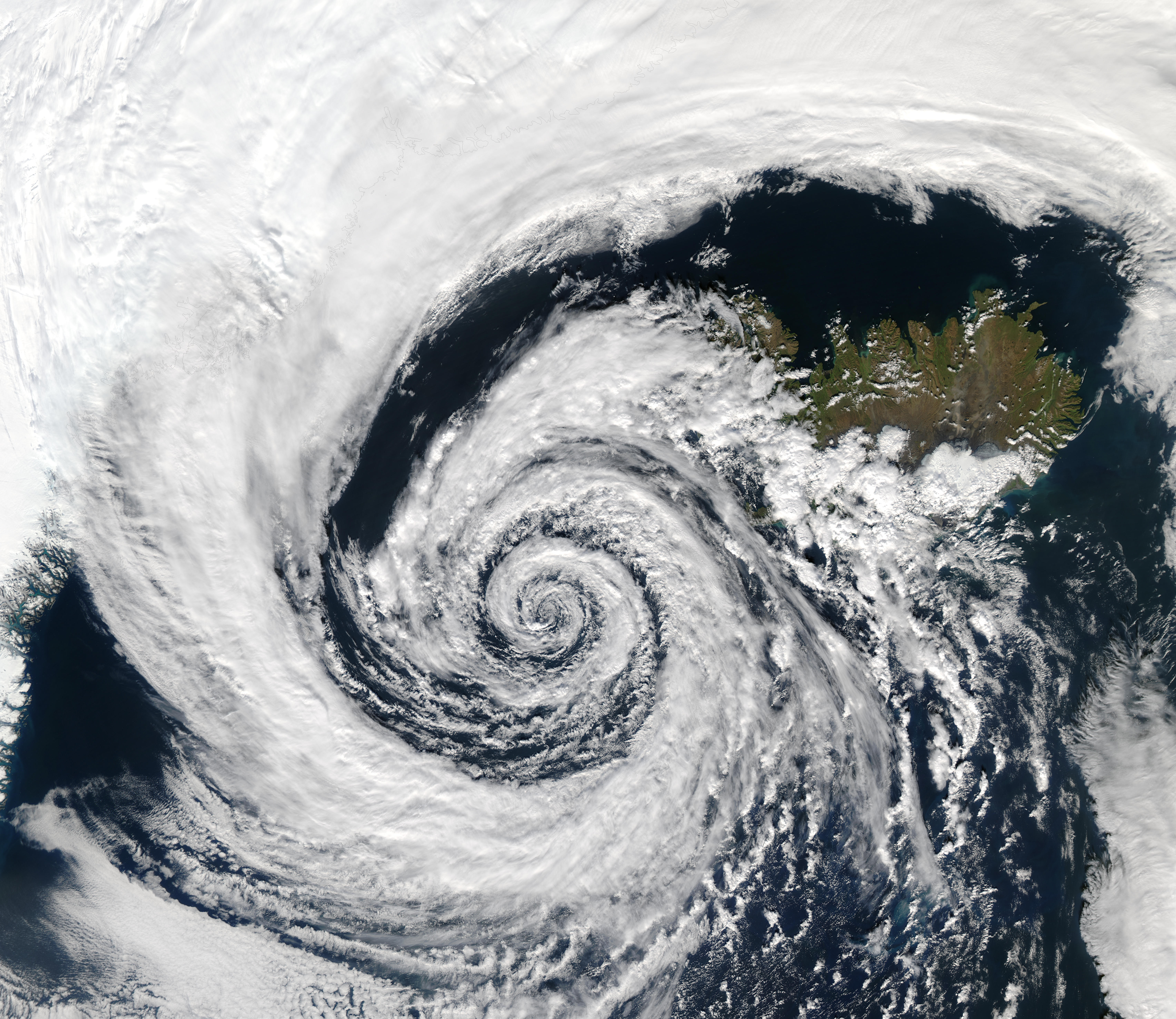
Satellietafbeelding van een Europese orkaan nabij IJsland

Een orkaan, of cyclonische storm, beweegt zich vooral in de winter via de Noord-Atlantische oceaan richting Noordwest-Europa. Het gemiddelde aantal winden op orkaankracht in Europa per jaar is 4,6.
Meestal wordt de noordkust van Schotland of Noorwegen getroffen door deze stormen, maar soms draaien de stormen naar zuidelijke richting waardoor ook schade kan worden veroorzaakt in Ierland, Wales, Engeland, Frankrijk, België, Nederland, Duitsland, Zwitserland, Zweden, Litouwen, Letland en Polen.
Aangezien deze stormen orkaankracht kunnen bereiken worden ze soms ook wel orkanen genoemd, ongeacht het feit dat maar weinig van deze stormen daadwerkelijk ontstaan als een tropische cycloon. Als voorbeeld wordt in het Duits met "Orkan" gewoon een harde storm bedoeld.
Orkanen hebben in Europa in de periode 1990-1998 jaarlijks een schade van 1,9 miljard euro veroorzaakt. Dit maakt ze, na de orkanen in de Verenigde Staten, de kostbaarste natuurrampen.